# 世界日報 (日本)
世界日報（日語：世界日報，平假名：せかいにっぽう）是日本的世界日報社于1975年創刊的保守系新聞。日报在关東地區的一部、及沖绳县之一部配发。另外也有面向日本全国的《世界日報周日版》。

## 概要
1975年1月1日創刊。通过互联网提供新闻。
和大韓民国的全国报社——世界日報，以及統一教会旗下的News World Communications所发行的《华盛顿时报》有着紧密的业务合作。
而且在日本，1946年-1948年曾有同名的报纸「世界日報」。这份报纸日后曾改名「世界经济新聞」（1948年10月1日 - 1950年2月28日）、「夕刊世界经济新聞」（1950年3月1日 - 12月31日），在1951年最终与产业经济新闻（現・产经新聞）合并。与現在的世界日報毫无关系（但題字和地紋仍和現在的世界日報使用同一的样式）。

## 论调
在冷战最为激烈的七十年代创刊，内容基调保持亲美保守。